# Colli del Tronto
Colli del Tronto là một đô thị ở tỉnh Ascoli Piceno ở vùng Marche, khoảng 80 km về phía nam của Ancona và khoảng 14 km về phía đông bắc của Ascoli Piceno. Tại thời điểm ngày 31 tháng 12 năm 2004, đô thị này có dân số 3.290 người và diện tích 5.9 km².
Colli del Tronto giáp các đô thị: Ancarano, Ascoli Piceno, Castorano, Spinetoli.